# شنای مختلط

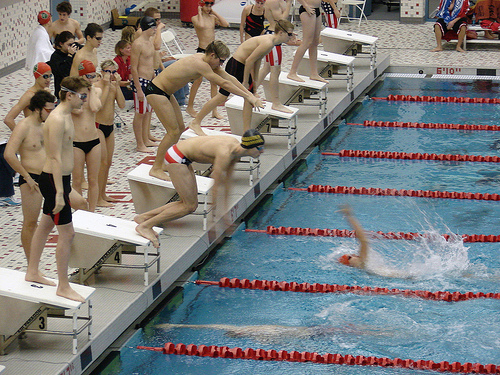
تصویری از مسابقه شنای مختلط

شنای مختلط ترکیبی از چهار شنا، شنای پروانه، کرال پشت، شنای قورباغه و شنای آزاد است.
طرح ایجاد این گونه شنا به دهه ۱۹۵۰ میلادی برمیگردد که در سال ۱۹۵۴ برگزاری آن الزامی شده است.

## رکوردهای جهانی
مرد
| فهرست رکوردهای جهانی شنا | ۲۰۰ متر مختلط انفرادی  | رایان لوچت ایالات متحده آمریکا | ۱:۵۴٫۰۰ | شانگهای، جمهوری خلق چین | ۲۸ ژوئیه ۲۰۱۱ |
| فهرست رکوردهای جهانی شنا | ۴۰۰ متر مختلط انفرادی  | مایکل فلپس ایالات متحده آمریکا | ۴:۰۳٫۸۴ | پکن، جمهوری خلق چین     | ۱۰ اوت ۲۰۰۸   |
| فهرست رکوردهای جهانی شنا | ۴x۱۰۰ متر مختلط امدادی | ایالات متحده آمریکا            | ۳:۲۷٫۲۸ | رم، ایتالیا             | ۲ اوت ۲۰۰۹    |

## زن
| فهرست رکوردهای جهانی شنا | ۲۰۰ متر مختلط انفرادی  | امیلی کاکورز ایالات متحده آمریکا | ۲:۰۶٫۱۵ | رم۷ ایتالیا    | ۲۷ ژوئیه ۲۰۰۹ |
| فهرست رکوردهای جهانی شنا | ۴۰۰ متر مختلط انفرادی  | یه شیون جمهوری خلق چین           | ۴:۲۸٫۴۳ | لندن، بریتانیا | ۲۸ ژوئیه ۲۰۱۲ |
| فهرست رکوردهای جهانی شنا | ۴x۱۰۰ متر مختلط امدادی | ایالات متحده آمریکا              | ۳:۵۲٫۰۵ | لندن، بریتانیا | ۴ اوت ۲۰۱۲    |